# Золотой орёл (гостиница)
«Золотой орёл» (нем. Goldener Adler) — одна из старейших гостиниц Европы, расположенная в историческом центре австрийского города Инсбрук (федеральная земля Тироль). Функционирует с 1390 года.

## История
С момента своего основания в 1390 году отель принимал у себя всех многочисленных путешественников и торговцев, искавших пристанища и ночлега во время своих долгих путешествий между Италией и Германией. Неудивительно, что на протяжении веков данную гостиницу посещало множество выдающихся личностей.  "Золотой орел" был известен еще во времена правления императора Максимилиана I. 
Согласно распространенной легенде, император Карл V остановился в "Золотом орле" 6 апреля 1552 года, когда бежал через Тироль в качестве всадника.
Одно из крупнейших событий в ранней истории гостиницы было зафиксировано в источниках в феврале 1573 года, когда в отель заселился эрцгерцог Фердинанд II. Герцогиня Тирольская пригласила его на грандиозный пир в гостинице. Тогдашний владелец гостиницы заплатил 1800 флоринов за “большой выкуп" свиты, состоявшей из 416 человек и 580 лошадей. По-видимому, это также способствовало размещению огромного количества иностранных гостей за пределами здания отеля.
Императору Иосифу II пришлось совершить далекое путешествие, когда, возвращаясь из Парижа, где он посетил свою сестру Марию-Антуанетту, он въехал в город Инсбрук через старые внутренние ворота 29 июля 1777 года. Он остановился в "Золотом орле" под именем графа Фалькенштейна и произвел впечатление на жителей Инсбрука своей доброжелательностью. 
"Золотой орел" был столь известен, что Леопольд Моцарт забронировал в нем номер для себя и своего знаменитого сына Вольфганга в январе 1773 года.
Поэт Иоганн Вольфганг фон Гете дважды останавливался в гостинице. Впервые он остановился на обед в „Золотом орле“ 8 сентября 1786 года во время своего первого путешествия по Италии и побеседовал с маленьким сыном хозяина, в котором он позже увидел "телохранителя Зеллера" из одного из своих будущих произведений. Картина маслом у входа в отель напоминает об этой встрече. Четыре года спустя Гете в сопровождении герцогини Амалии Саксен-Веймарской провел два дня в "Золотом орле". Отель затем стал традиционным местом неформальных встреч тирольских поэтов, художников и музыкантов.
"Золотой орел" также сыграл немалую роль в Освободительных войнах Тироля в 1809 году. В отеле на протяжении короткого периода времени жил народный герой Андреас Хофер после своей первой победы над наполеоновскими войсками, и с первого этажа гостиницы он 15 августа 1809 года обратился с речью к своим сторонникам. 
Среди иных выдающихся постояльцев отеля следует отметить Никколо Паганини, Жана - Поля Сартра и т.д.  Имена известных гостей отеля по традиции размещаются на специальной мраморной доске у входа в здание.

## Празднования по случаю 600-летия отеля (1990)
К празднованию своего 600-летия в 1990 году отель был отремонтирован и оборудован по последнему слову гостиничного комфорта с учетом многолетних традиций гостиницы.

## Ресторан
При отеле имеется ресторан, самым известным фирменным блюдом которого является тирольское жаркое из косичек, приготовленное по старинному домашнему рецепту.